# Sealand
Fyrstedømmet Sealand er en mikronation beliggende i Nordsøen ud for byen Harwich. Sealand påberåber sig suverænitet som et selvstændigt fyrstendømme, men er dog ikke anerkendt af noget medlem af FN. Landet består af to betonpiller, der bærer en stålplatform. Sealand har desuden sin egen lille helikopterlandingsplads med plads til én helikopter.
Under anden verdenskrig oprettede det britiske militær syv forter, kaldet Maunsell Forts, i havet ud for Essex i England. De var udstyret med radar og luftværnskanoner, deriblandt Bofors-kanoner. De skulle hindre V1-missiler/V2-raketter mod London samt fly fra Nazityskland i at udlægge miner ud for de vigtige havne som f.eks. Harwich/Felixstowe/Ipswich.
De syv forter var:
- Rough Sands (Navy Fort), som nu huser Sealand
- Sunk Head (Navy Fort)
- Knock John (Navy Fort)
- Tongue Sands (Navy Fort)
- Shivering Sands (Army Fort)
- Red Sands (Army Fort)
- Nore (Army Fort)

## Galleri
- Sealand.